# Pomponius Gauricus

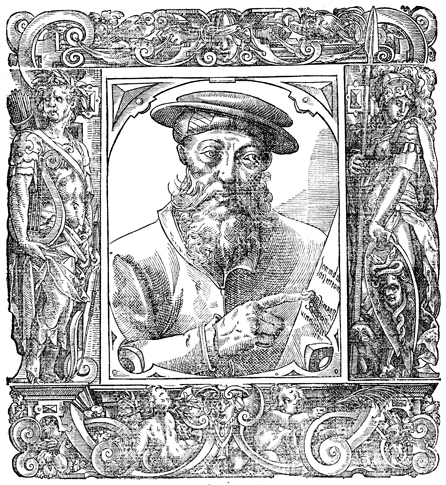
Holzschnitt von Tobias Simmer

Pomponius Gauricus, italienisch Pomponio Gaurico (* 1481 oder 1482 in Gauro, einer Gemeinde im Gebiet von Giffoni Valle Piana bei Salerno; † um 1530) war ein italienischer Humanist und Kunsttheoretiker der Renaissance.
Ab 1501 studierte Gauricus zusammen mit seinem Bruder, dem Astrologen Luca Gaurico (Lucas Gauricus) in Padua. Ab 1502 trat er als Herausgeber und Übersetzer antiker Literatur hervor. 1504 erschien in Venedig seine im Lauf des 16. Jahrhunderts mehrfach nachgedruckte lateinische Übersetzung des Kommentars des Ammonios Hermeiou zur Isagoge des Neuplatonikers Porphyrios, einer Einführung zu Aristoteles’ Kategorien. Im Dezember desselben Jahres 1504 veröffentlichte er sein Werk De sculptura, worin er die Wiederentdeckung der Zentralperspektive in der Malerei reflektiert, gleichzeitig aber auch eine Aufwertung der von anderen Autoren gegenüber der Malerei als minderwertig betrachteten Bildhauerei vornimmt.
Die Skulptur ist für Gauricus der Überbegriff für alle Bildkünste; er etabliert die Grafik als wissenschaftliches Grundverfahren, das für die Ausübung aller Bildkünste zwingende Voraussetzung sei.

## Werke
De sculptura
- De Sculptura (Digitalisat der Ausgabe 1542)

Übersetzungen
- Isagoge-Kommentar des Ammonios, lateinische Übersetzung von Pomponio Gaurico, Digitalisat der Erstausgabe Venedig 1504.
- Ammonius Hermeae: Commentaria in quinque voces Porphyrii, übersetzt von Pomponius Gauricus; In Aristotelis categorias (erweiterte Nachschrift des Johannes Philoponus = CAG XIII/i), übersetzt von Ioannes Baptista Rasarius, hrsg. Rainer Thiel und Charles Lohr, Frommann-Holzboog, Stuttgart-Bad Cannstatt 2002, ISBN 3-7728-1229-5 (Neudruck der Ausgaben Venedig 1539 und Venedig 1562 mit einer Einleitung der modernen Herausgeber).